# Franz Karl Coudenhove
Franz Karl Coudenhove plným jménem Franz Karl hrabě von Coudenhove (19. února 1825 Vídeň – 16. června 1893 Ottensheim) byl rakouský velkostatkář, diplomat a politik.

## Životopis
Pocházel ze starého šlechtického rodu z Brabantska, předkové vstoupili do služeb habsburské monarchie a v roce 1790 obdrželi říšský hraběcí stav.
Od roku 1834 studoval na Akademickém gymnáziu ve Vídni a v letech 1839–1841 navštěvoval Theresianum. Mezi lety 1848 až 1857 sloužil v armádě jako důstojník a ke konci služby v hodnosti hauptman. Již v roce 1849 vstoupil do diplomatických služeb a zpočátku pracoval na internunciatuře v Konstantinopoli (Istanbul) a od roku 1853 byl vyslancem v Drážďanech. V roce 1857 byl legačním sekretářem a o rok později byl delegován do Říma a od roku 1859 do Bruselu. Roku 1862 opustil diplomatickou službu.
Roku 1863 koupil panství Ottensheim v hornorakouském Mühlviertelu a v roce 1864 panství Ronsperg/Ronšper (dnes Poběžovice) a Stockau/Pivoň, obě ležící v Okresním hejtmanství Horšův Týn.
Roku 1866 se mu dostalo od císaře za loajálnost a činy během okupace Pruskem výrazu Nejvyšší spokojenosti.
Jako zástupce katolických konzervativců byl krátkodobě v roce 1871 členem Hornorakouského zemského sněmu. Od roku 1881 byl doživotním členem Panské sněmovny a zde patřil do Strany středu.

S manželkou Marií Kalergi měli šest dětí. Krátce před svou smrtí 1893 ustanovil za dědice svého nenarozeného vnuka Johanna hraběte Coudenhove-Kalergi, nejstaršího syna svého nejstaršího syna Heinricha von Coudenhove-Kalergi.

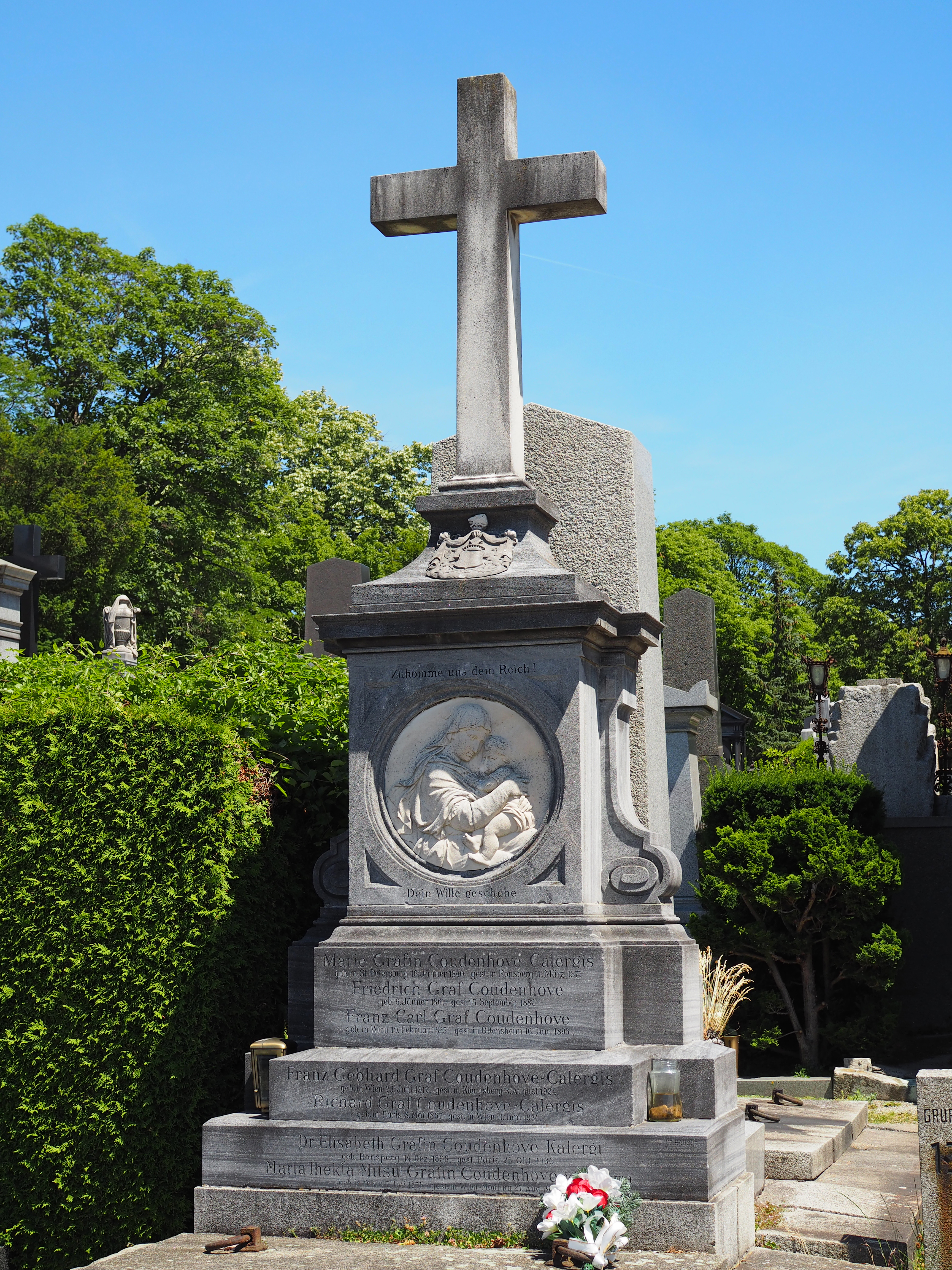
Rodinný hrob na hřbitově v Hietzingu

Byl pohřben na Hietzingském hřbitově do rodinné hrobky.